# Dover (Floride)
Pour les articles homonymes, voir Dover.
Dover est une census-designated place située dans le comté de Hillsborough, dans l’État de Floride, aux États-Unis. Sa population s’élevait à 3 702 habitants lors du recensement de 2010. Dover n’est pas incorporée.

## Démographie
| 1970  | 1980  | 1990  | 2000  | 2010  | - |
| ----- | ----- | ----- | ----- | ----- | - |
| 2 094 | 2 354 | 2 626 | 2 798 | 3 702 | - |

## Source
- (en) Cet article est partiellement ou en totalité issu de l’article de Wikipédia en anglais intitulé « Dover, Florida » (voir la liste des auteurs).